# Joseph Lupo
Joseph Lupo   (Venècia, 1537 (Gregorià) - abril 1616)
Joseph Lupo (va ser un violista i compositor italià), pertanyent a la Lupo (família de compositors).
Actiu durant 40 anys o més a la cort d'Isabel I d'Anglaterra. El seu germà Peter i el seu pare Ambrose també van servir com a músics de la cort. Va néixer a Venècia amb Ambrose i la seva primera esposa Lucia, ell i el seu germà van anar primer a Anvers (on Joseph es va unir al gremi dels músics el 20 d'agost de 1557) abans de traslladar-se a Anglaterra, on Joseph va succeir a un altre italià, Paul Galliardello, que va tornar a Venècia al maig de 1563. Es va casar amb Laura, filla d'Alvise Bassano i neta del músic Jeronimo Bassano (possiblement jueu possiblement italià), i va tocar al funeral d'Elizabeth I. Els seus fills Thomas (I), probablement nascuts a Londres, i Horatio també es van convertir en músics de la cort.